# Utérus artificiel

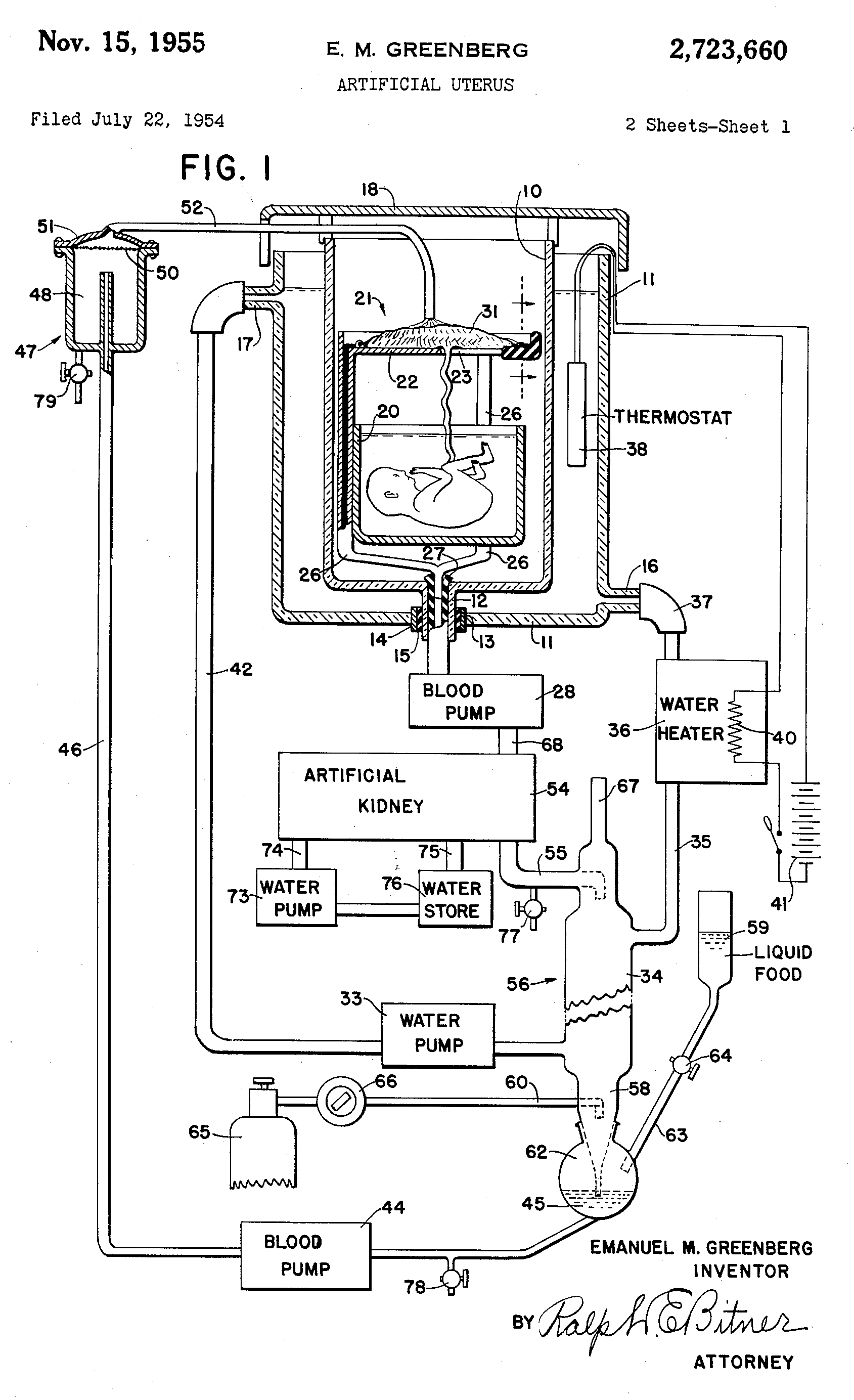
Illustration d'une matrice artificielle brevetée par Emanuel M Greenberg en 1955.

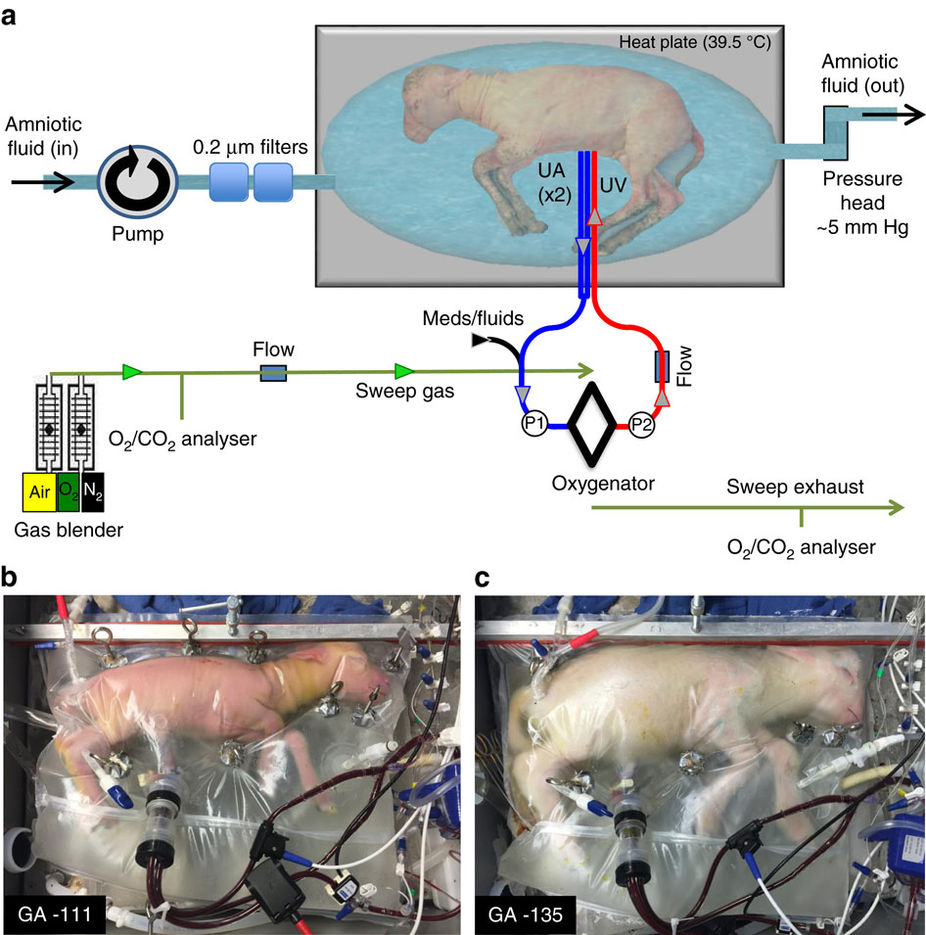
Illustration d'un article publié en 2017 dans Nature Communications, décrivant un système de support de vie extra utérin, ou « biobag », utilisé pour faire grandir des fœtus d'agneau.

Un utérus artificiel, appelé aussi matrice artificielle, est un dispositif théorique d'ectogénèse qui permet une grossesse extracorporelle, à savoir la croissance d'un embryon ou d'un fœtus en dehors du corps d'un organisme femelle qui mènerait normalement cet embryon ou fœtus à terme. 

## Historique
L'idée d'utérus artificiel est pour la première fois formulée par le biologiste britannique J.B.S. Haldane, dans les années 1920. À la fin des années 1970, les premiers succès britanniques de fécondation in vitro et d'obtention de « bébés éprouvettes » permettent de dissocier les deux fonctions maternelles (maternité ovarienne et maternité utérine) qui étaient jusque-là réunies en une seule personne, et d'envisager cette technique d'ectogénèse susceptible d'entraîner des bouleversements psychologiques et anthropologiques au cours du XXIe siècle.

## Applications
Un utérus artificiel, comme un organe de substitution (ex. : le rein artificiel), pourrait être utilisé pour aider les femmes dont l'utérus est endommagé ou malade à développer le fœtus à terme. Il a également la possibilité de déplacer le seuil de viabilité des prématurés à un stade beaucoup plus précoce de la grossesse. Ainsi des agneaux issus d'embryons de 4 mois ont réussi à naître d'un tel dispositif, en avril 2017. La gestation chez l'agneau ne dure que 5 mois mais à 4 mois, le développement de ses poumons est équivalent à celui d'un fœtus humain "prématuré extrême" de 23 à 24 semaines. À cette date (avril 2017), les chercheurs indiquaient cependant que si les résultats étaient extrêmement encourageants (chute de mortalité de 90 à 10%, chute des séquelles de 90 à 30%), ils devaient encore être approfondis : si le développement des poumons de l'agneau était proche de celui du nourrisson, celui de son cerveau différait sensiblement (plus développé) et ne permettait pas d'évaluer la diminution du risque d'hémorragie intra-crânienne, l'une des principales complications chez les très grands prématurés. Les chercheurs indiquaient penser pouvoir effectuer les premiers essais chez l'homme entre 2020 et 2022.[Passage à actualiser]